# Włatko Bogdanowski
Włatko Bogdanowski, maced. Влатко Богдановски (ur. 31 grudnia 1964) – macedoński szachista, arcymistrz od 1993 roku.

## Kariera szachowa
Po rozpadzie Jugosławii w 1993 r. należał do czołówki szachistów nowo powstałej Republiki Macedonii. Pomiędzy 1994 a 2004 r. pięciokrotnie reprezentował swój kraj na szachowych olimpiadach, jak również trzykrotnie (1997, 1999, 2001) na drużynowych mistrzostwach Europy (w tym 2 razy na I szachownicy).
Jeden z największych sukcesów w karierze odniósł w 1993 r., zdobywając w Strudze tytuł indywidualnego mistrza Macedonii. W 2004 r. zdobył kolejny medal, zajmując II m. (za Nikolą Vasovskim) w finale rozegranym w również w Strudze.
Na arenie międzynarodowej sukcesy odniósł m.in. w:
- Bytomiu (1988, dz. I m. wspólnie z Mirosławem Sarwińskim),
- Star Dorjan – dwukrotnie (1991, dz. II m. za Nuchimem Raszkowskim, wspólnie z Bojanem Kurajicą oraz 1996, dz. II m. za Borysem Cztałbaszewem, wspólnie z Trajcze Nediewem i Ioanem Cosmą),
- Salonikach (2001, dz. I m. wspólnie m.in. z Igorem Miladinoviciem, Atanasiosem Mastrowasilisem i Krumem Georgijewem),
- Bijeljinie (2002, I m.).

Najwyższy ranking w karierze osiągnął 1 lipca 1993 r., z wynikiem 2515 punktów zajmował wówczas 1. miejsce wśród macedońskich szachistów.